# Szwedzka Formuła 3 Sezon 1975
1975 – dwunasty sezon Szwedzkiej Formuły 3.

## Kalendarz wyścigów
| Runda | Data        | Tor        | Pole position    | Najszybsze okrążenie | Zwycięzca (kierowcy) | Zwycięzca (zespoły)   |
| ----- | ----------- | ---------- | ---------------- | -------------------- | -------------------- | --------------------- |
| 1     | 27 kwietnia | Kågeröd    | Conny Andersson  | Conny Andersson      | Gunnar Nilsson       | March Engineering Ltd |
| 2     | 11 maja     | Linköping  | Conny Ljungfeldt | ?                    | Conny Ljungfeldt     | Rotel Racing          |
| 3     | 15 czerwca  | Götene     | Håkan Alriksson  | ?                    | Conny Ljungfeldt     | Rotel Racing          |
| 4     | 13 lipca    | Falkenberg | Ingvar Carlsson  | Ingvar Carlsson      | Ingvar Carlsson      | Hans Wängstre Racing  |
| 5     | 15 czerwca  | Götene     | Conny Andersson  | ?                    | Conny Andersson      | Rotel Racing          |

## Klasyfikacja kierowców
| Legenda oznaczeń w tabelach wyników Wyświetl szablon na nowej stronie | Legenda oznaczeń w tabelach wyników Wyświetl szablon na nowej stronie                                                                     |
| Oznaczenie                                                            | Wyjaśnienie |
| --------------------------------------------------------------------- | --- |
| Złoty                                                                 | Zwycięzca lub mistrzostwo |
| Srebrny                                                               | 2. miejsce lub wicemistrzostwo |
| Brązowy                                                               | 3. miejsce lub II wicemistrzostwo |
| Zielony                                                               | Ukończył, punktował (w klasyfikacji generalnej, gdy zdobył co najmniej jeden punkt na przestrzeni sezonu, poza trzema powyższymi opcjami) |
| Niebieski                                                             | Ukończył, nie punktował (w klasyfikacji generalnej, gdy nie zdobył co najmniej jednego punktu na przestrzeni sezonu)                      |
| Czerwony                                                              | Nie zakwalifikował się (NZ) |
| Czerwony                                                              | Nie prekwalifikował się (NPK) |
| Różowy                                                                | Nie ukończył (NU) |
| Różowy                                                                | Niesklasyfikowany (NS) (w klasyfikacji generalnej, gdy nie został sklasyfikowany w żadnym wyścigu sezonu)                                 |
| Czarny                                                                | Zdyskwalifikowany (DK) |
| Czarny                                                                | Wykluczony (WYK/EX) |
| Biały                                                                 | Nie wystartował (NW) |
| Biały                                                                 | Kontuzjowany (K/INJ) |
| Biały                                                                 | Wyścig odwołany (OD/C) |
| Bez koloru                                                            | Został wycofany (WYC/WD) |
| Bez koloru                                                            | Nie przybył (NP/DNA) |
| Bez koloru                                                            | Nie brał udziału w treningach (NT/DNP) |
| Bez koloru                                                            | Nie został zgłoszony (–) |
| Pogrubienie                                                           | Start z pole position |
| Kursywa                                                               | Najszybsze okrążenie wyścigu |
| †                                                                     | Nie ukończył, ale jego rezultat został zaliczony ze względu na przejechanie więcej niż 90% dystansu wyścigu.                              |
| *                                                                     | Sezon w trakcie |
| 1/2/3                                                                 | Punktowana pozycja w sprincie kwalifikacyjnym                                                                                             |
| Lista systemów punktacji Formuły 1                                    | |

| Poz.                                          | Kierowca           | Zespół                | KNT | MNT | KIN | FLK | KIN | Punkty |
| --------------------------------------------- | ------------------ | --------------------- | --- | --- | --- | --- | --- | ------ |
| 1                                             | Conny Ljungfeldt   | Rotel Racing          | 3   | 1   | 1   | 2   | NU  | 28     |
| 2                                             | Conny Andersson    | Rotel Racing          | 2   | -   | 2   | 3   | 1   | 25     |
| 3                                             | Ingvar Carlsson    | Hans Wängstre Racing  | -   | -   | -   | 1   | 2   | 15     |
| 4                                             | Claes Sigurdsson   | Dalsy Konfektion AB   | 4   | -   | 3   | 5   | 5   | 12     |
| 5                                             | Gunnar Nilsson     | March Engineering Ltd | 1   | -   | -   | -   | -   | 9      |
| 6                                             | Håkan Alriksson    | Nybro AC              | NU  | 2   | 5   | NU  | NW  | 8      |
| 7                                             | Anders Olofsson    | Valdes Grill Racing   | NU  | -   | 4   | NW  | 3   | 7      |
| 8                                             | Ulf Svensson       | Falkenbergs MK        | 5   | -   | 8   | 4   | -   | 5      |
| 9                                             | Lars-Åke Olsson    | Ljungby MK            | 6   | 3   | -   | -   | -   | 5      |
| 10                                            | Jan Ridell         | Malmö AK              | 7   | 4   | 6   | 7   | -   | 4      |
| 11                                            | Erkki Salminen     | Vätterleden Racing    | 9   | 5   | 7   | 6   | 8   | 3      |
| 12                                            | Torbjörn Carlsson  | Halmstads AK          | 8   | NU  | -   | 8   | 7   | 2      |
| 13                                            | Christer Friberg   | Hans Wängstre Racing  | -   | 6   | -   | -   | -   | 1      |
| NS                                            | Curt Norrman       | Curt Norrman          | 10  | 7   | 9   | 9   | -   | 0      |
| NS                                            | Rolf Johansson     | Jockes Express Racing | -   | 8   | -   | -   | 14  | 0      |
| NS                                            | Anders Hermansson  | Rasbo MK              | 11  | 9   | -   | -   | 11  | 0      |
| NS                                            | Leif Engström      | SMK Hedemora          | NU  | -   | -   | -   | 9   | 0      |
| NS                                            | Jean Johansson     | Lundgrens Bil         | -   | -   | -   | -   | 10  | 0      |
| NS                                            | Bonde Hallenmark   | Bonde Hallenmark      | -   | 10  | 10  | -   | -   | 0      |
| NS                                            | Nils-Åke Carlborg  | Aneby Hus Racing Team | -   | -   | -   | -   | 12  | 0      |
| NS                                            | Walter Backen      | Bergström Racing      | -   | -   | -   | -   | 13  | 0      |
| NS                                            | Bo Winberg         | Bäcks Racing Team     | -   | -   | -   | -   | 16  | 0      |
| NS                                            | Ronny Hansson      | Strömstad MK          | NU  | -   | -   | -   | -   | 0      |
| NS                                            | Lasse Karlsson     | Kanapébageriet Malmö  | NU  | -   | -   | -   | -   | 0      |
| NS                                            | Egert Haglund      | Egert Haglund         | -   | -   | -   | NU  | -   | 0      |
| NS                                            | Slim Borgudd       | Rotel Racing          | -   | -   | -   | -   | NU  | 0      |
| NS                                            | Bengt Arvelid      | Hans Wängstre Racing  | -   | NW  | -   | -   | -   | 0      |
| NS                                            | Jan Hammarström    | Team Kenitex          | -   | -   | -   | -   | NW  | 0      |
| Kierowcy niedopuszczeni do zdobywania punktów |                    |                       |     |     |     |     |     |        |
| NS                                            | Henrik Spellerberg | Texaco Racing Denmark | -   | -   | -   | -   | 4   | 0      |
| NS                                            | Lars Svensson      | Skrea Motell          | -   | -   | -   | -   | 6   | 0      |
| NS                                            | Branko Halik       | Branko Halik          | -   | -   | -   | -   | 15  | 0      |
| NS                                            | Gianni Savoia      | Conny's Racing        | NU  | -   | -   | -   | -   | 0      |